# Rosa 'Snowline'
'Snowline' (el nombre del obtentor registrado de 'Snowline'® ), es un cultivar de rosa que fue conseguido en Dinamarca en 1970 por el rosalista danés Poulsen.

## Descripción
'Snowline' es una rosa moderna cultivar del grupo Floribunda.
El cultivar procede del cruce de parentales 'Pernille Poulsen'® × 'White Jewel'.
Las formas arbustivas del cultivar tienen porte erguido y alcanza de 90 a 150 cm de alto. Las hojas son de color verde oscuro y semibrillante.
Sus delicadas flores de color blanco o mezcla de blancos. Fragancia moderada. Rosa de diámetro mediano de 2". La flor con forma amplia, llena de más de 41 pétalos. En pequeños grupos, capullos altos centrados, floración en forma de copa. 
Florece en oleadas a lo largo de la temporada. Primavera o verano son las épocas de máxima floración, si se le hacen podas más tarde tiene después floraciones dispersas.

## Origen
El cultivar fue desarrollado en Dinamarca por el prolífico rosalista danés Poulsen, en 1970. 'Astrid Lindgren' es una rosa híbrida diploide con ascendentes parentales 'Pernille Poulsen'® × 'White Jewel'.
El obtentor fue registrado bajo el nombre cultivar de 'Snowline'® por Poulsen en 1970 y se le dio el nombre comercial de exhibición 'Snowline'™.
También se le reconoce por los sinónimos de 'Pouledel', 'Edelweiß' y 'Snow Line'.
La rosa fue conseguida por hibridación por "Niels Dines Poulsen" en Dinamarca antes de 1969, e introducida en el mercado danés en 1970 por Poulsen Roser A/S como 'Snowline'.
Introducida en Irlanda como 'Snowline' en 1970 por "Samuel McGredy and Son, Nurserymen (Ireland)".
"Rozentuin Coloma" atribuye la rosa 'Edelweiss' a Richard Huber.

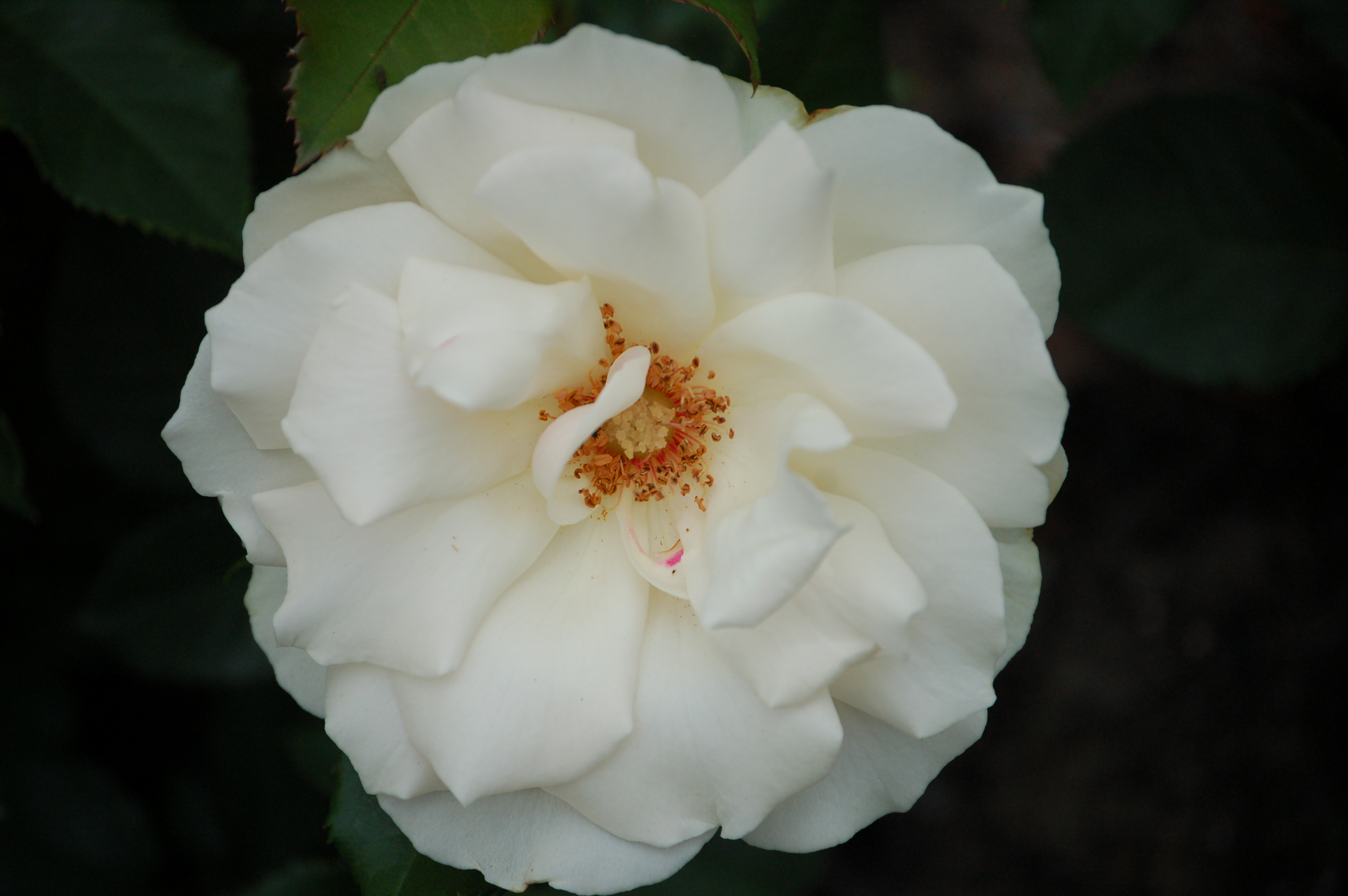
'Snowline'

## Cultivo
Aunque las plantas están generalmente libres de enfermedades, es posible que sufran de punto negro en climas más húmedos o en situaciones donde la circulación de aire es limitada.
Las plantas toleran la sombra, a pesar de que se desarrollan mejor a pleno sol. En América del Norte son capaces de ser cultivadas en USDA Hardiness Zones 6b a 9b. La resistencia y la popularidad de la variedad han visto generalizado su uso en cultivos en todo el mundo.
Puede ser utilizado para las flores cortadas, o lechos de jardín. Vigorosa. En la poda de Primavera es conveniente retirar las cañas viejas y madera muerta o enferma y recortar cañas que se cruzan. En climas más cálidos, recortar las cañas que quedan en alrededor de un tercio. En las zonas más frías, probablemente hay que podar un poco más que eso. Requiere protección contra la congelación de las heladas invernales.